# Förintelsen i Lettland
Förintelsen i Lettland avser nazisternas massmord på judar i Lettland under andra världskriget. Förintelsen i Lettland inleddes några dagar efter det att Operation Barbarossa hade inletts den 22 juni 1941. Den 1 juli intog tyska trupper Riga. Initialt förövades massmorden i Lettland av Einsatzgruppe A, en mobil insatsstyrka, under befäl av Walter Stahlecker; i Riga var Einsatzkommando 1a under Martin Sandberger och Einsatzkommando 2 under Rudolf Batz stationerade. 

## Bakgrund
Operation Barbarossa inleddes den 22 juni 1941 och de tyska trupperna hälsades som befriare i det tidigare sovjetockuperade Lettland. Kommunister och medlöpare skulle nu jagas och ställas till svars. Den nazistiska propagandan gjorde gällande att den farligaste inre fienden utgjordes av Lettlands judar. Judar jämställdes med kommunister. Judarna skuldbelades som statsfiender och sovjetkollaboratörer.

## Förlopp
I slutet av juli 1941 inrättades ett provisoriskt getto i Riga för att den nazityska ockupationsmakten lättare skulle kunna kontrollera och övervaka Rigas judar. Det var dock inte förrän den 25 oktober samma år, genom en order av den tyske ståthållaren Hugo Wittrock, som samtliga judar i Riga med omnejd koncentrerades till ett enda, taggtrådsomgärdat, getto, beläget i området Maskavas Forštate i södra Riga. Nästan 30 000 judar inhystes i bostäder i sexton kvarter. Flervåningshusen var tämligen förfallna och de sanitära förhållandena var dåliga. Ansvarig för gettot var Hans-Adolf Prützmann och senare hans efterträdare, Friedrich Jeckeln.
I slutet av oktober 1941 meddelade Reichsführer-SS Heinrich Himmler att han var missnöjd med den långsamma takt med vilken förintelsen i Lettland genomfördes. Den 1 november ersatte Himmler Prützmann med Jeckeln som Högre SS- och polischef. Jeckeln organiserade bland annat massakern i Rumbula-skogen, som ägde rum den 30 november, den så kallade Blutsonntag, och 8 december 1941. Under dessa två dagar arkebuserades cirka 25 000 personer. Jeckeln hade utvecklat ett system vilket innebar att avrättningsproceduren effektiviserades maximalt. Systemet kallades för Jeckeln-systemet eller Sardinenpackung-metoden. Enheter ur SD och lettisk milis, Schutzmannschaft, fördrevs offren från deras bostäder. Därefter fick de marschera till den plats där massgravar redan hade iordningställts. På anvisad plats tvingades offren att klä av sig och lämna ifrån sig kläder och värdesaker. Därpå gick de i små grupper, 10 till 20 personer, till graven. De avklädda offren fick oftast själva kliva ner i massgravarna. De lade sig raklånga med ansiktet mot botten av graven och sköts ihjäl av SS-män med kulsprutor. Nästa grupp lade sig med huvudet vid fötterna på de redan döda och blev ihjälskjutna. Så fortgick proceduren, tills det att graven tillslöts. Jeckeln menade, att man med denna metod sparade på gravutrymme. Det lettiska Arājskommandot, med Viktors Arājs och dennes ställföreträdare Herberts Cukurs i spetsen, deltog aktivt i mördandet.
Mellan den 15 och 17 december 1941 förövades massakern i Liepāja. Einsatzgruppe A och medlemmar ur Schupo assisterade av lettiska milisstyrkor, bland annat Arājskommandot, arkebuserade sammanlagt drygt 2 800 lettiska judar, de flesta kvinnor och barn, i Šķēde.